# ال بي سي الفضائية اللبنانية
LBC الفضائية اللبنانية
أطلقها الشيخ بيار الضاهر عام 1 أبريل 1996 بعدها دخل الشيخ صالح كامل في شراكة مع الظاهر وقام بشراء 49 بالمئة من أسهم القناة، عام 2012 استولت عليها شركة روتانا.

## شعارات قناة LBC الفضائية 1996-حتى الآن

أول شعار لقناة LBC الفضائية 1996-2010
شعار قناة LBC الفضائية 2011-2013
شعار قناة LBC الفضائية إذا لم يتم انفصال القناة الفضائية عن الأرضية
شعار قناة LBC الفضائية 2013 وأُزِيلت كلمة الفضائية اللبنانية لتصبح LBC TV
شعار قناة LBC الفضائية 2013
شعار قناة LBC الفضائية الحالي

## دخول الأمير الوليد بن طلال في الشراكة
عام 2007 أشترى الأمير الوليد بن طلال بعد أخذ ورد طويلين أكثر من 85 في المئة من أسهم شركة محطة “LBC SAT” التلفزيونية الفضائية وشركة باك التي تنتج برامج “المؤسسة اللبنانية للإرسال”. وبموجب هذا الإجراء من رئيس مجلس إدارة “أل بي سي” مديرها العام بيار الظاهر، أقدمت أخيراً المجموعة المالكة لفضائية “أل بي سي- سات” و شركة باك للإنتاج على زيادة 78 مليون دولار على رأسمالها الذي أصبح 123 مليون دولار. ولم يكتتب سوى الأمير الوليد بن طلال الذي كان يملك 49 في المئة من الأسهم. وهكذا اضمحلت حصة المساهمين اللبنانيين: بعضهم باع ما يملك من أسهم وآخرون حافظوا عليها على غرار بيار الظاهر الذي سيبقى على رأس المجموعة. وبذلك يصبح الأمير الوليد المساهم الأكبر بنسبة تراوح من 85 إلى 90 في المئة بعدما كان اشترى عام 2003 حصة رئيس مجلس إدارة شبكة راديو وتلفزيون العرب الشيخ صالح كامل.
يذكر أن قانون الإعلام المرئي والمسموع الذي وفر الغطاء الشرعي للمحطة الأرضية بعد سجن الدكتور جعجع عام 1994 اقتضى شراء حصص وبيع حصص، بقي منها 49 في المئة لمجموعة بيار الظاهر (تضمّه وشقيقه مرسيل وزوجته رندا وشقيقاتها رلى وريما وإيمان إضافة إلى روني جزار ممثلاً انطوان الشويري) في مقابل 51 في المئة لعدد كبير من المستثمرين بينهم سياسيون ورجال أعمال أبرزهم عصام فارس ونجيب ميقاتي ونبيل البستاني وميشال اده وميشال فرعون وصلاح عسيران وجورج فتال وجاك صراف ومروان خير الدين. علماً بأن كلاً من هؤلاء كان يملك في القناة الفضائية نصف ما يملكه في الارضية، بينما بقي 49 في المئة من الفضائية موزعاً بين المتمول السعودي صالح كامل والأمير الوليد بن طلال قبل ان يتملك الأخير الحصة المتبقية كاملة (49 في المئة). وتزامن هذا الترتيب مع اتفاق للتعاون الإخباري عقدته القناة مع مؤسسة “جريدة الحياة” 